# 妙正寺川
妙正寺川（みょうしょうじがわ）は、東京都を流れる一級河川。荒川水系の支流である。流路延長9.7 km、流域面積21.4 km2。

## 地理
東京都杉並区の妙正寺公園内妙正寺池（すぐそばにある妙正寺に由来）に源を発し、途中中野区松が丘二丁目で江古田川を合わせ、新宿区下落合一丁目の辰巳橋付近で神田川高田馬場分水路に合流する。

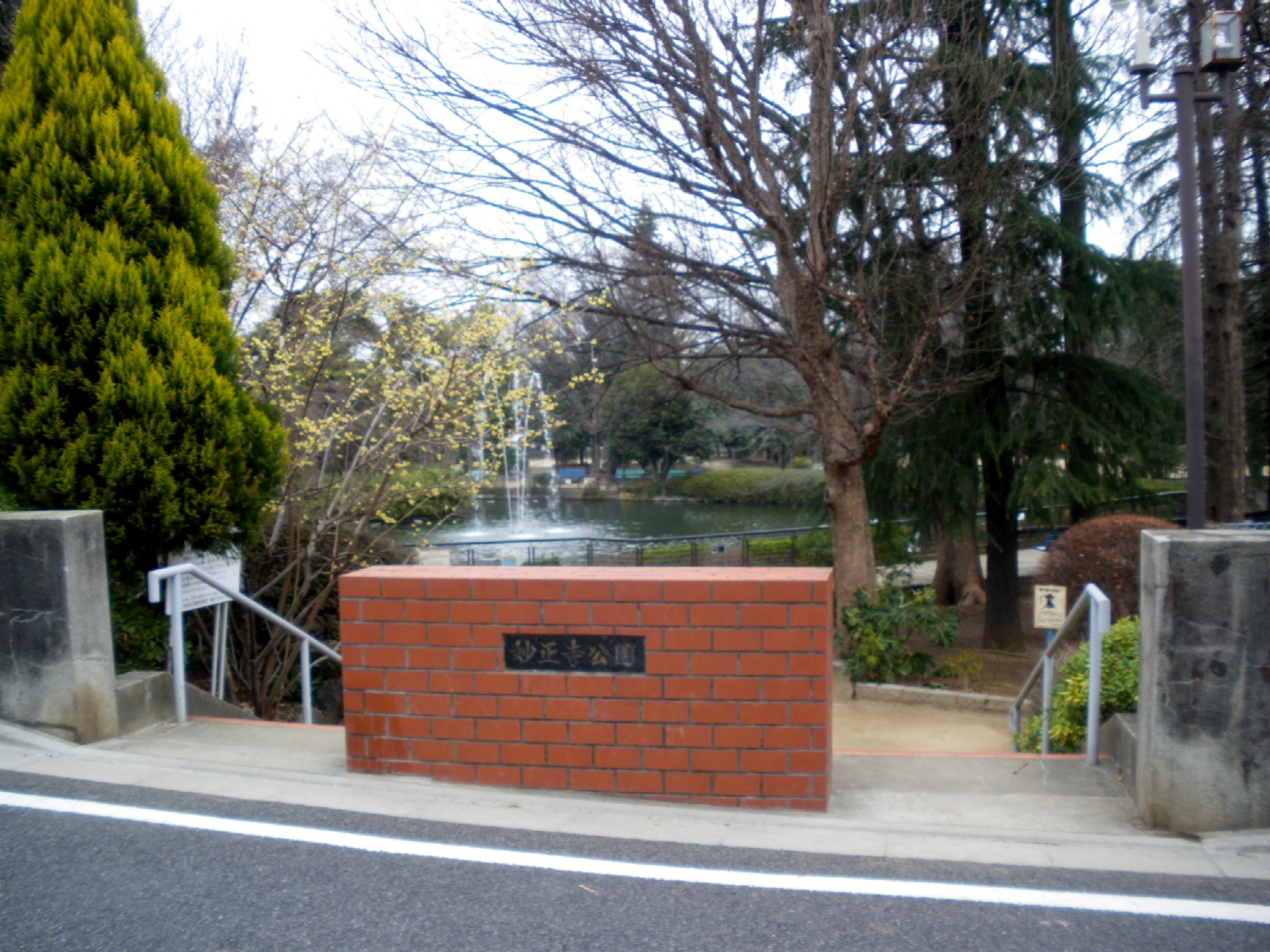
杉並区清水にある妙正寺公園と妙正寺池。この池が水源になっている。
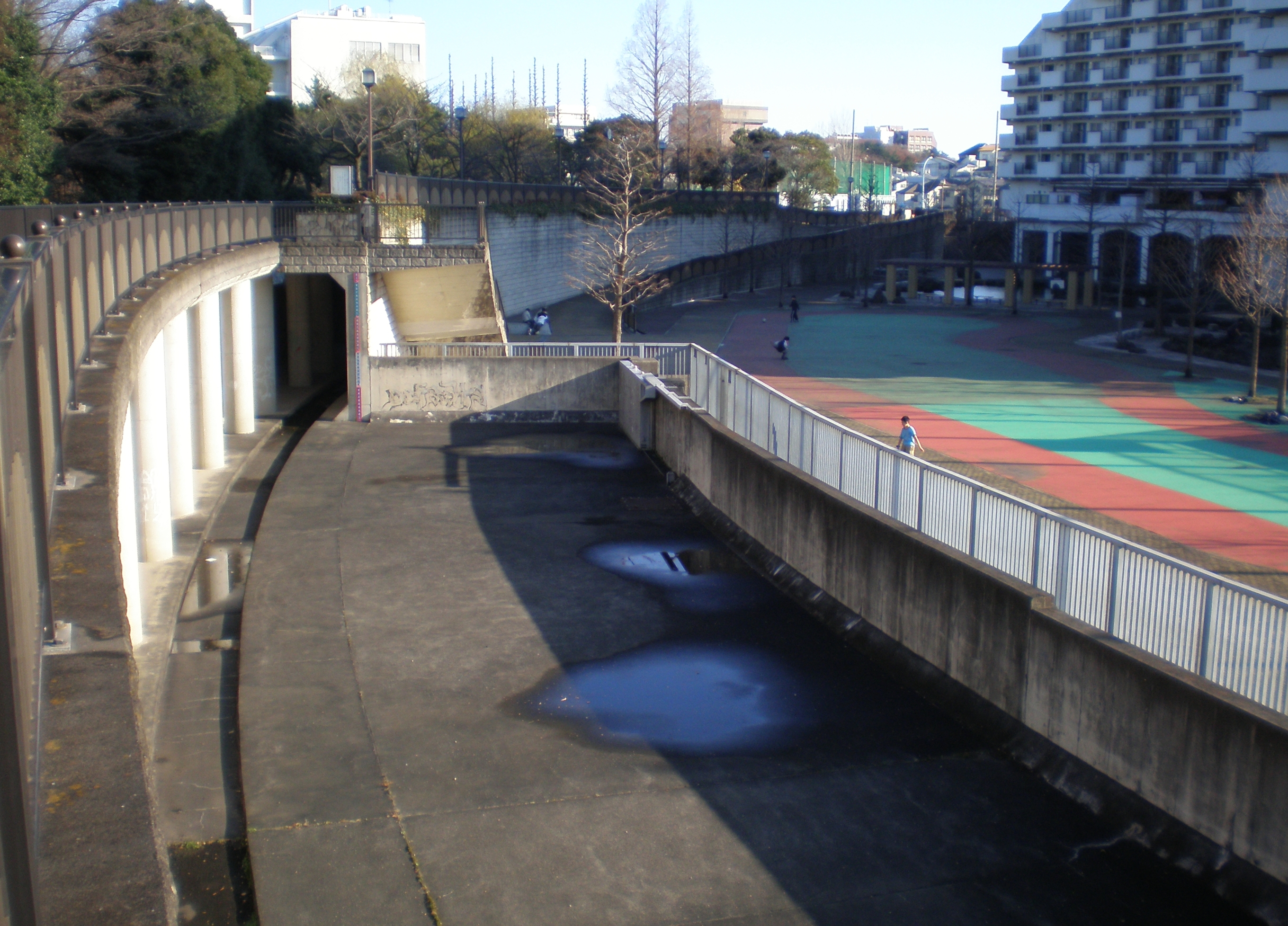
中野区と新宿区の境にある哲学堂公園。左側の妙正寺川の水位が上がると、右側の公園は調整池となる。
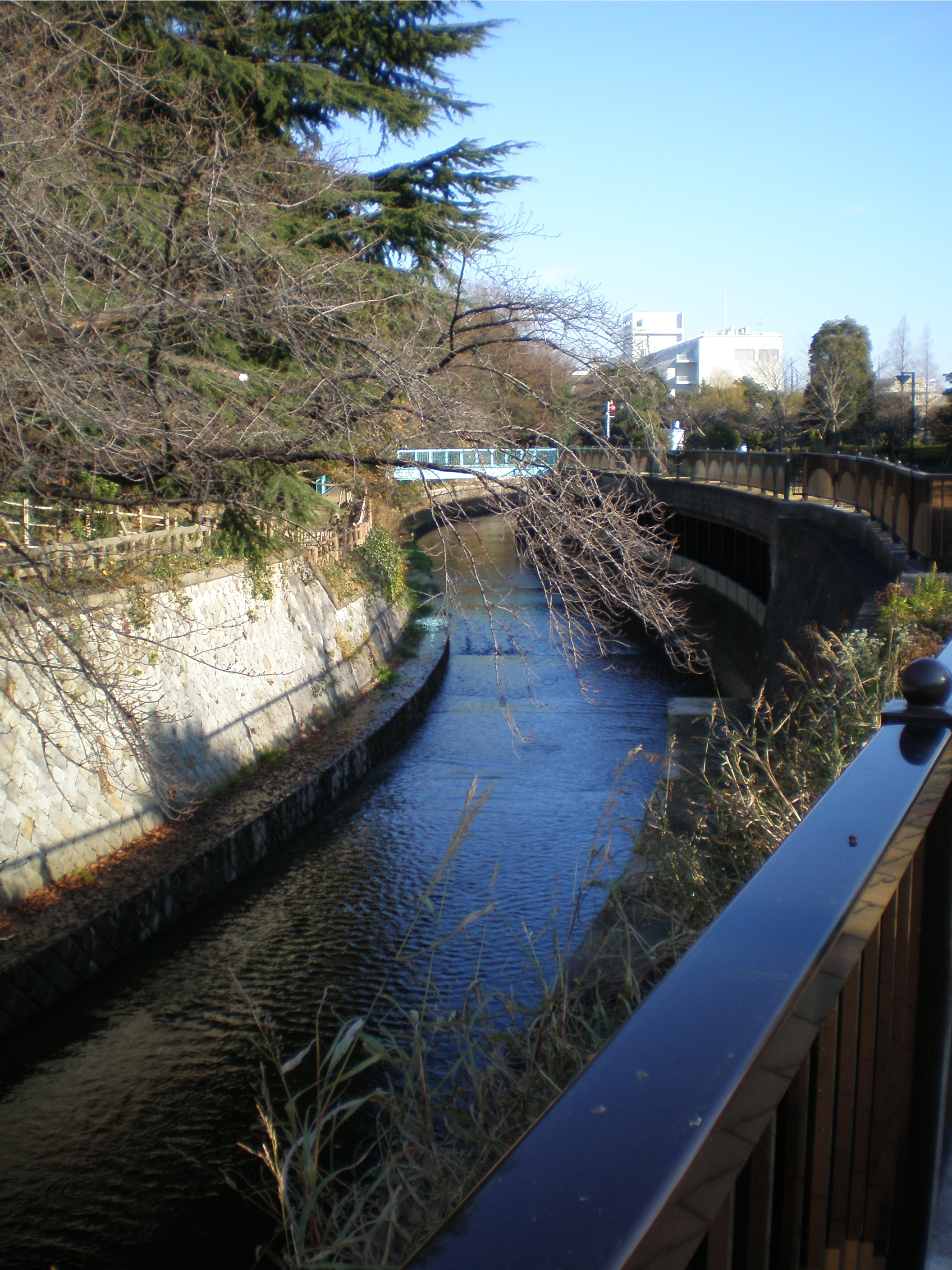
哲学堂公園にて
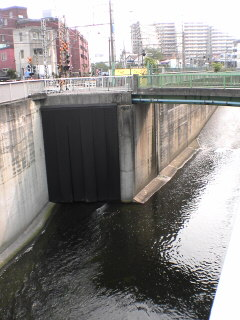
落合水再生センターからの放水路（左）との合流点（新宿区）
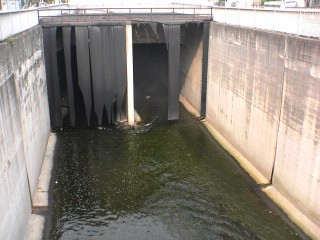
ここから暗渠化される（新宿区）
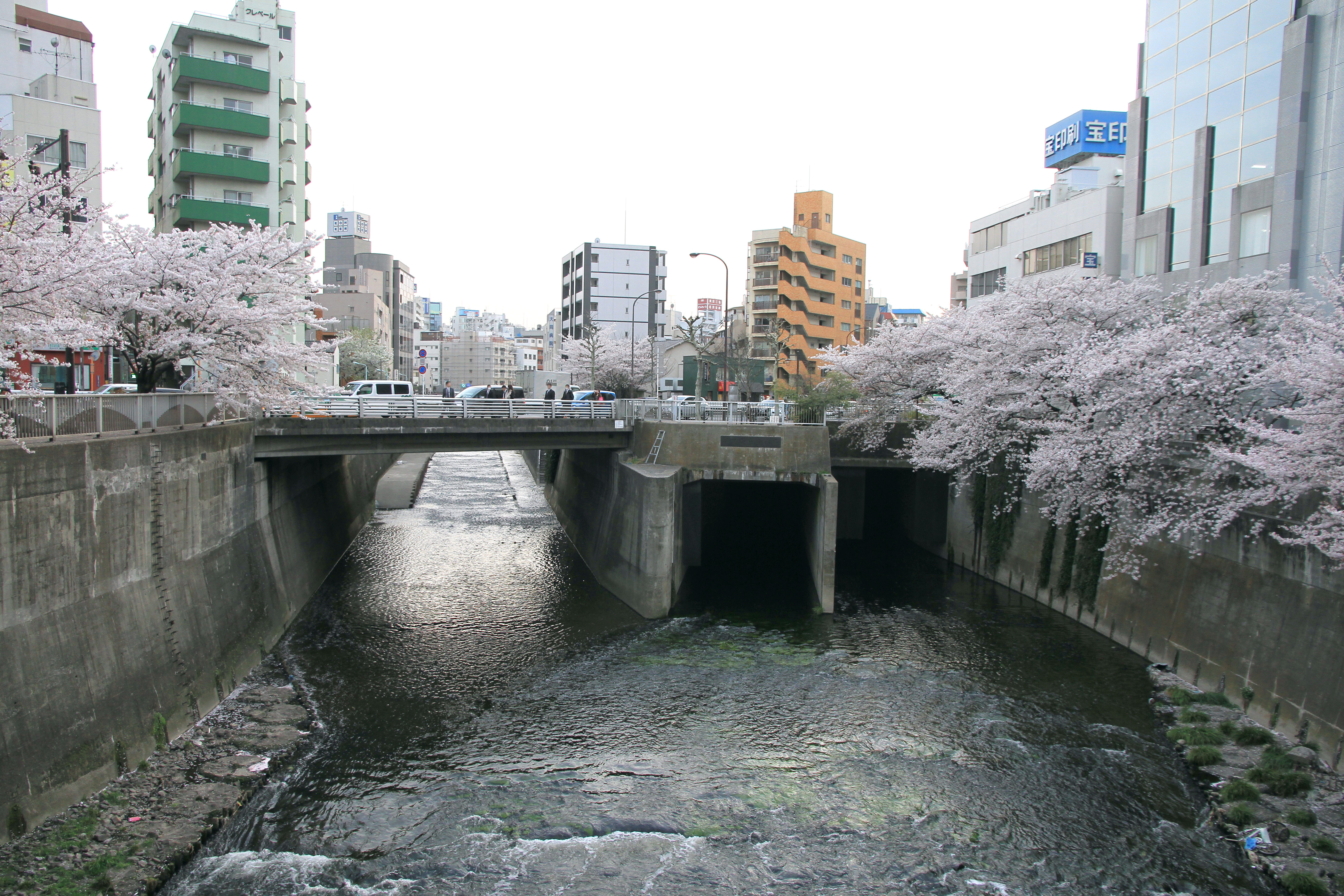
河口（右端が妙正寺川）（新宿区）

## 歴史
かつては、西武新宿線下落合駅の東側で流路を南に変えて、今の神田川の滝沢橋 - 落合橋間の地点で神田川と合流していた。だが、大雨の度にこの合流地点は川の水が氾濫したため、高田馬場分水路の建設に合わせて流路を変更し、辰巳橋で神田川高田馬場分水路に合流するよう流路改築が行われ、現在の形になった。
この周辺の地名である「落合」とは、この二つの川がかつて合流していたことからその名が付いた。
哲学堂公園付近には妙正寺川第一・第二調節池がある。
1966年（昭和41年）の台風6号による氾濫の後には、三か年計画で改修、拡幅工事が始められたが、用地買収の難しさから進捗状況は遅々としたものとなった。当時、都側が提示した買収価格は市価よりも安価であり、土地所有者が応じないことが多く、収用をかけながらの工事となった。
2005年（平成17年）には首都圏を襲った局地的な大雨により、周辺地域で浸水等の被害が発生した。妙正寺川・善福寺川 河川激甚災害対策特別緊急事業や神田川・環状七号線地下調節池などの大規模な治水工事が行われた。また上流部の被害を軽減するため都営鷺の宮アパートの高層集約化により生まれた用地に鷺宮調節池が整備され、2013年（平成25年）に完成。上部に白鷺せせらぎ公園が整備された。

## 流域の自治体
東京都
杉並区、中野区、新宿区

## 支流
- 井草川
- 江古田川
- 無名の暗渠化小河道（仮に「上高田支流」と呼称）など、湧水を端とする流れが複数あり

## 橋梁
- 落合橋 - 妙正寺公園手前
- 妙正寺橋
- 寺前橋
- 上松橋
- 下松橋
- 日向上橋
- 永久橋 - 早稲田通り
- 日向橋
- 松下上橋
- 松下橋 - 旧早稲田通り
- 松下下橋
- 向井上橋
- 向井橋
- 井草上橋
- 井草橋
- 井草下橋
- 鷺宮橋
- 白鷺橋
- 土筆橋
- 鷺の橋
- 八幡橋 - 中杉通り、西武新宿線鷺ノ宮駅前
- 宮満寿人道橋
- 双鷺橋
- オリーブ橋
- 丸山橋
- 下鷺橋 - 「都営鷺宮第七住宅脇橋の湧水」がある。橋の下のコンクリートの川底に埋め込まれたパイプから水が湧き出している[3]。
- 弥生橋
- 皐月橋
- 鷺盛橋
- 美鳩橋
- 寿橋
- 下谷橋
- （川北人道橋）
- 川北橋
- 太陽橋
- 西橋 - 中野区立明和中学校（旧・第四中学校）内
- 中橋 - 同上
- 東橋 - 同上
- 宮下橋
- でんでん橋
- 新昭栄橋 - 環七通り、西武新宿線野方駅そば
- （橋4つ） - 東京都立中野工科高等学校内
- 三谷橋
- 新橋
- 千歳橋
- 平和の森橋
- 新道橋 - 西武新宿線沼袋駅前
- 新井橋
- 新栄橋
- 開元橋
- 薬師橋
- 新沼橋
- 第4妙正寺川橋梁 - 西武新宿線沼袋駅〜新井薬師前駅間鉄橋
- 第十五号橋
- 新開橋
- 大下橋
- 曙橋
- 山下橋
- 沼江橋
- 大北橋
- 江古田橋
- 江古田公園橋
- 天神橋
- 下田橋 - 中野通り、哲学堂公園手前
- 富士橋 - 哲学堂公園内
- 四村橋
- 西落合公園人道橋
- 北原橋
- 御霊橋
- 葛橋
- 第3妙正寺川橋梁 - 西武新宿線新井薬師前駅〜中井駅間鉄橋
- 水車上橋
- 水車橋
- 新杢橋
- 美仲橋
- 栄橋
- 中井富士見橋 - 山手通り、西武新宿線中井駅上
- 寺斉橋 - 西武新宿線中井駅前
- 大正橋
- 第2妙正寺川橋梁[4] - 西武新宿線中井駅〜下落合駅間鉄橋
- 新落合橋
- 昭和橋
- 氷川橋
- 落合橋 - 西武新宿線下落合駅前
- 西ノ橋
- 千代久保橋
- 辰巳橋